# 콤프소포곤목
콤프소포곤목(Compsopogonales)은 콤프소포곤강에 속하는 홍조류 목의 하나이다. 2과 4속 10종으로 이루어져 있다.

## 하위 분류
- 볼디아과 (Boldiaceae)
  - 볼디아속 (Boldia) - 유일종 볼디아 에리트로시폰 (B. erythrosiphon)
- 콤프소포곤과 (Compsopogonaceae) - 9종
  - 콤프소포곤속 (Compsopogon) - 7종
  - 콤프소포고놉시스속 (Compsopogonopsis) - 유일종 C. fruticosa
  - 풀비나스테르속 (Pulvinaster) - 유일종 P. venetus